# Photedes punctilinea
Photedes punctilinea là một loài bướm đêm trong họ Noctuidae.